# Christen Eagle II

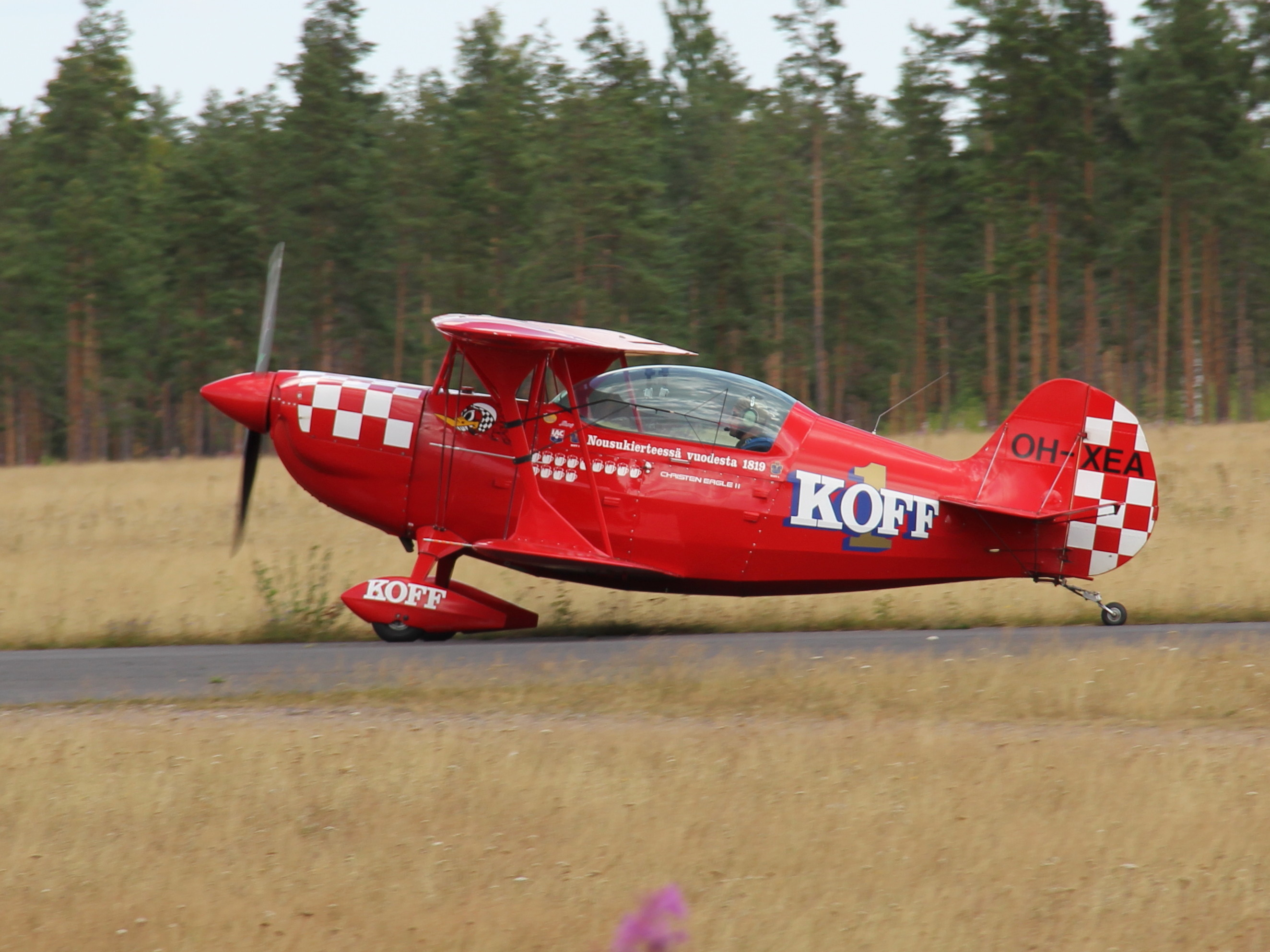
Christen Eagle II w trakcie startu

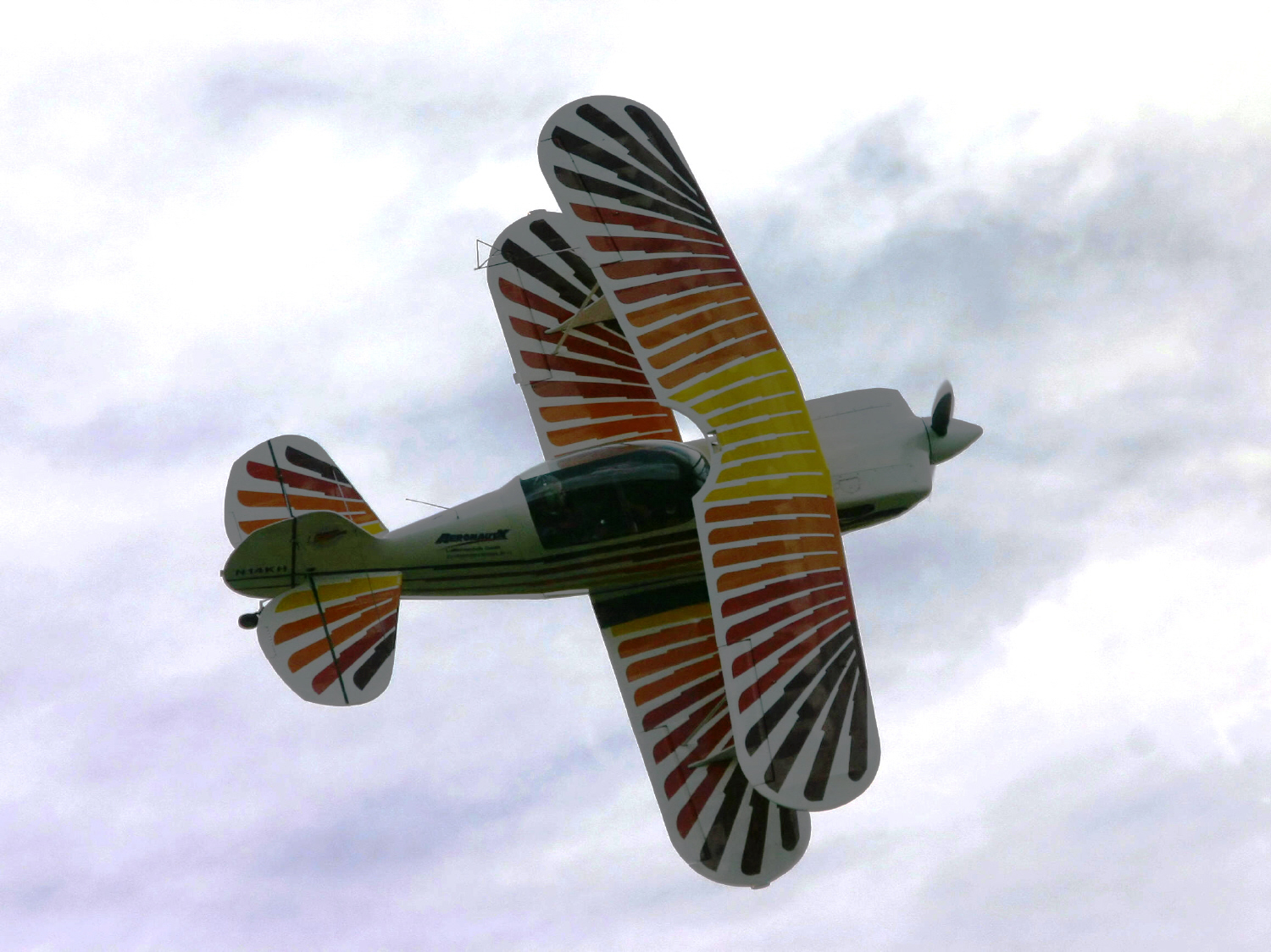
Eagle II wykonujący akrobacje w powietrzu

Christen Eagle II – akrobacyjny, dwupłatowy samolot, produkowany w Stanach Zjednoczonych od późnych lat siedemdziesiątych. Znany jest także pod nazwą Aviat Eagle II.

## Historia
Christen Eagle II został zaprojektowany przez amerykańskiego konstruktora Franka Christensena. Prototyp został oblatany w lutym 1977 roku. Pierwotnie samolot był produkowany w zakładach Christen Industries. Firma produkowała Eagle II jako zestawy do samodzielnego składania przez klientów. Pomimo wysokiej ceny i dużego nakładu pracy potrzebnego do złożenia modelu, udało się  sprzedać blisko 500 egzemplarzy do roku 1982. W 1991 roku firma Christen Industries została przejęta przez Aviat Aircraft, która przejęła produkcję zestawów samolotów pod zmienioną nazwą Aviat „Eagle II”.

## Konstrukcja
Christen Eagle II jest produkowany jako jedno- lub dwumiejscowy dwupłat. Został wyposażony w silnik tłokowy Lycoming AE 10-380-A1D o mocy 147 kW oraz śmigło Hartzell HC-C2YK-4/C7666A.
Samolot ma kadłub o przekroju prostokątnym, od góry sklepiony łukowo. Kadłub ma strukturę kratownicową, spawaną z rur stalowych. W przedniej części kratownicy znajduje się piramidka podtrzymująca płat górny. W komorze kratownicy pod płatem górnym mieści się zbiornik paliwa. Przednia część kadłuba została pokryta płytami z blachy duralowej, mocowanymi do szkieletu. Tylna część znajdująca się za kabiną pokryta jest płótnem. Eagle II ma klasyczne usterzenie oraz stałe podwozie.

### Wersje samolotu
Produkcję samolotu przewidywano w czterech wersjach: Eagle I, Eagle IF, Eagle II, Eagle IIF.
| Wersja    | Miejsca na pokładzie | Śmigło        |
| --------- | -------------------- | ------------- |
| Eagle I   | jednomiejscowy       | przestawialne |
| Eagle IF  | jednomiejscowy       | stałe         |
| Eagle II  | dwumiejscowy         | przestawialne |
| Eagle IIF | dwumiejscowy         | stałe         |